# Uda Genji

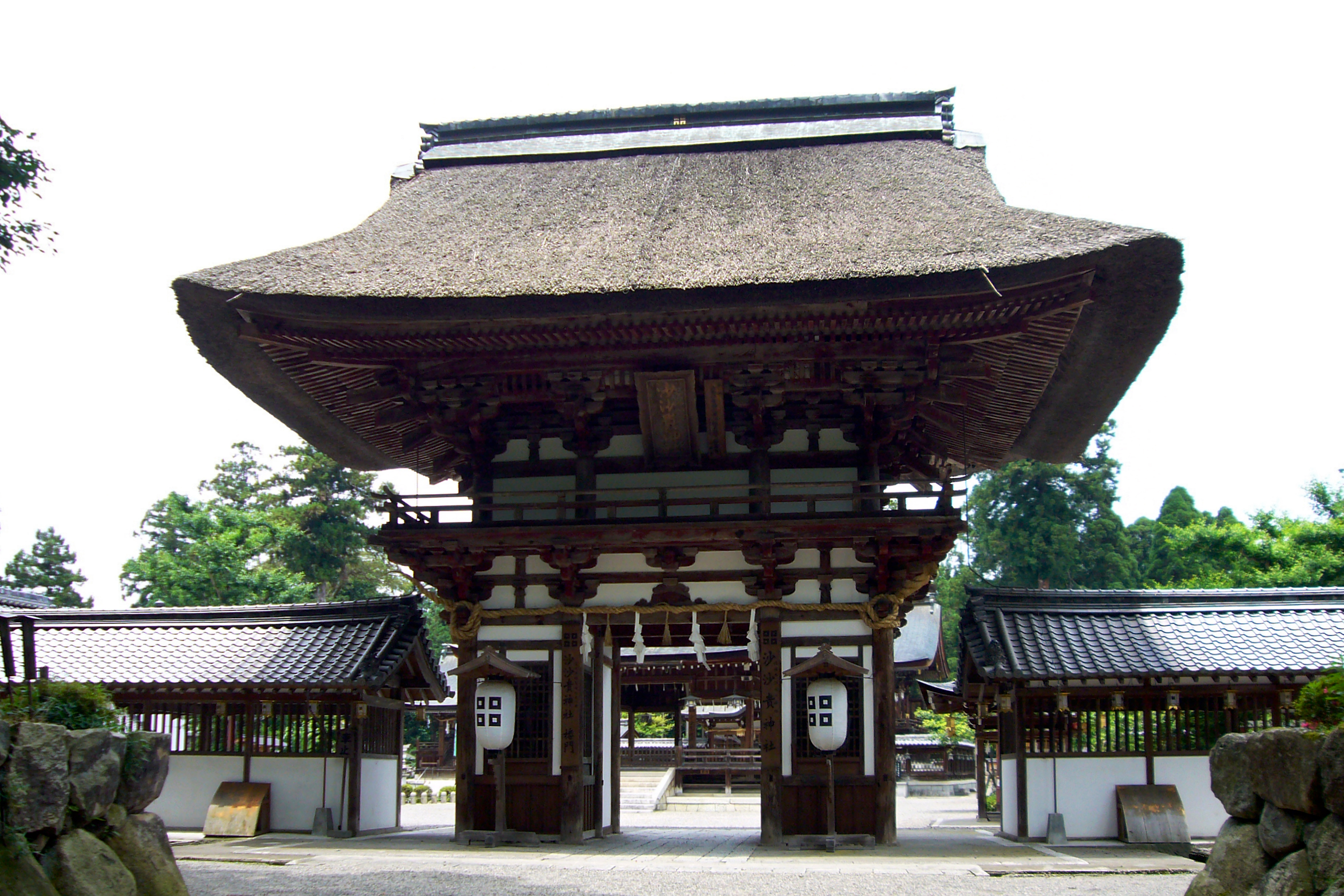
Sanctuaire Sasaki.

Les Uda Genji (宇多源氏) sont une puissante et prospère lignée du clan japonais Minamoto, descendant de l'empereur Uda (宇多天皇).

## Présentation
Nombre de célèbres guerriers Minamoto, aussi appelés daimyōs, dont le clan Sasaki (佐々木氏), le clan Kyōgoku (京極氏). Sasaki Nariyori (佐々木成頼), fondateur du clan Ōmi Genji (近江源氏) et Sasaki Yoshikiyo (佐々木義清), fondateur du clan Izumo Genji (出雲源氏) appartiennent à cette lignée. La famille tient son nom de l'empereur Minamoto no Masazane (源雅信), patriarche des Uda Genji (宇多源氏).
L'empereur Uda est le père du prince impérial Atsumi (敦實親王, Atsumi shinnō) (892-966), père de Minamoto no Masazane (源雅信) (920-993), ancêtre des Uda Genji. De nombreuses familles de samouraïs de la province d'Ōmi et de la province d'Izumo appartiennent à cette lignée et utilisent le nom de clan « Minamoto » dans les documents officiels, dont les clans Sasaki, Rokaku, Kyōgoku, Kutsugi, Kuroda, Oki, Enya, Toda, Takaoka, Koshi, Sase, Nogi, etc. Le Sasaki-jinja (沙沙貴神社) est un sanctuaire shinto étroitement associé au clan.

## Arbre généalogique
```

Sumitate-yotsumeyui, emblème du clan Rokkaku.

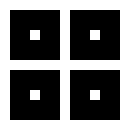
Yotsumeyui, mon du clan Kyogoku.

                                  ∴
                                 
Empereur Uda
(867-931)
                                  ┃
                                 
Prince Atsumi
(893-967)
                                  ┃
                                 
Minamoto no Masazane
(920-993)
                                  ┃
                                 
Sukenori
(951-998)
                                  ┃
                                 
Nariyori
(976-1003)
                                  ┃
                                 
Noritsune
(1000-1058)
                                  ┃
                                 
Sasaki Tsunekata

                                  ┃
                                 
Sasaki Tametoshi

                                  ┃
                                 
Sasaki Hideyoshi
(1112-1184)
                                  ┣━━━━━━┳━━━━━━━┳━━━━━━━┳━━━━━┓
                               　
Sadatsuna
  　
Tsunetaka
  　
Moritsuna
  　
Takatsuna
    
Yoshikiyo

 ┏━━━━━━┳━━━━━┳━━━━━┫          ┃            ┃             ┃         ┣━━━━━┓

Hirotsuna
  
Sadashige
  
Hirosada
  
Nobutsuna
    
Takashige
    
Kaji Nobuzane
  Shigetuna  
Masayoshi
  
Yasukiyo

 ┏━━━━━━┳━━━━━━━━━━━╋━━━━━━━━┓                       ┏━━━━━┳━━━━━┫

Shigetsuna
　
Takanobu
　
Rokkaku Yasutsuna
　
Kyogoku Ujinobu
                  
Yoriyasu
　
Yoshiyasu
　
Muneyasu
```

## Source de la traduction
- (en) Cet article est partiellement ou en totalité issu de l’article de Wikipédia en anglais intitulé « Uda Genji » (voir la liste des auteurs).